# 山本脩斗
山本脩斗（1985年6月1日—），前日本職業足球員，前日本國家足球隊成員。

## 俱樂部生涯
山本脩斗2008年从早稻田大学毕业加盟磐田，在早稻田大学时代曾进入反町康治执教的日本国奥候选名单。
日职球队鹿岛鹿角官方宣布磐田喜悦后卫山本脩斗正式加盟。
在2019年亚冠资格附加赛比赛中，鹿岛鹿角凭借伊藤翔、山本脩斗的进球和塞尔吉尼奥的梅开二度4-1击败纽卡斯尔喷射机晋级正赛。
山本脩斗自2014年转会至鹿岛，共代表球队在各项赛事出场224次，打进17球。在鹿岛的7年间，脩斗帮助鹿岛拿过国内三大赛事冠军，以及亚冠冠军。
今日，鹿岛鹿角官方公布了山本脩斗转会湘南比马。

## 國家隊生涯
山本脩斗入选本期国家队名单，将要征战12月初在日本举办的东亚杯。

## 外部連結
- National Football Teams （页面存档备份，存于）
- 山本脩斗 – FIFA國際賽競賽紀錄 (存檔)
- 山本脩斗在 National-Football-Teams.com 上的出场纪录
- Soccerway資料庫：山本脩斗
- 日本職業足球聯賽中的山本脩斗 （日語）
- Profile at Kashima Antlers （页面存档备份，存于）